# 告別傷痕累累的日子
《告別傷痕累累的日子》（さよなら傷だらけの日々よ），是日本樂團B'z的第48張單曲。

## 簡介
- 與上一張單曲《MY LONELY TOWN》相隔1年半的新作，為當時B'z新單曲相隔最久的一次。
- 首次搭配百事可樂的廣告播出，亦是B'z出道23年來首次廣告演出。
- 本單曲將分為通常盤與初回限定盤兩種，初回限定盤內有附贈新單曲的PV。
- 本張單曲原訂於2011年3月30日發行，但因日本東北大地震的關係，決定延期於4月13日發行，是繼單曲《今夜在賞月的山丘上》後，B'z第二張延期發售的單曲。
- 自第5張單曲太陽的Komachi Angel以來,連續44張單曲獲得首週第一的紀錄。
- 歷代單曲總銷售量突破3500萬張。
- 最終銷量約17.7萬張。

## 製作人員
- 松本孝弘：吉他・全曲作曲・編曲
- 稲葉浩志：主唱・全曲作詞・編曲
- Shane Gaalaas：鼓
- Barry Sparks：貝斯
- TAMA MUSIC Strings：弦樂（#2）
- 寺地秀行：全曲編曲

## 收錄曲
- 1.さよなら傷だらけの日々よ
- 2.Dawn Runner

## 主題曲
- 百事可樂廣告曲